# Opening Night
Opening Night je dvanáctá epizoda druhé série amerického hudebního televizního seriálu Smash a v celkovém pořadí dvacátá sedmá epizoda tohoto seriálu. Napsaly ji Bathsheba Doran a Noelle Valdivia a režíroval ji Michael Morris. Epizoda se poprvé vysílala ve Spojených státech dne 20. dubna 2013 na televizním kanálu NBC.
Po dlouhém čase starostí konečně nastává premiéra Bombshell. Když na Ivy přicházejí nervy, dostaví se pomoc z nečekané strany. Mezitím se Tom a Julia dohadují ohledně jejich další práce. Úspěch Bombshell může být v ohrožení, když přichází krize ve vztahu Eileen s Richardem. Jimmy prozradí Karen vše o své temné minulosti.

## Obsah epizody
Ivy Lynn (Megan Hilty) je náhle velmi nervózní den před premiérou Bombshell. Její matka Leigh Conroy (Bernadette Peters) ji řekne, že se nemá čeho obávat a že je na ní velmi hrdá, což Ivy velmi pomůže.
Karen Cartwright (Katharine McPhee) a Ana Vargas (Krysta Rodriguez) mezi sebou stále nemají právě ideální vztahy, ale Ana se jí svěří, že potkala Adama (David Call), který o sobě tvrdí, že je Jimmyho bratr a že Jimmy je potížista. Jimmy Collins (Jeremy Jordan) řekne Kylovi Bishopovi (Andy Mientus), že se chce svěřit Karen ohledně své temné minulosti.
Tom Levitt (Christian Borle) a Julia Houston (Debra Messing) mají potíže s rozhodnutím, který projekt bude jejich dalším. Tom dostane nabídku na režírování revivalu muzikálu City of Angels a začne jí vážně zvažovat. Julia mu řekne, že získala práva k Velkému Gatsbymu, kterého chtěli dělat již od té doby, co se poprvé potkali. Tom to ale odmítá. Julia se dozví o nabídce na režii a konfrontuje ho s tím, že jí neřekl pravdu. Tom řekne, že s ní rád píše, ale režírování je to, co chce dělat právě teď.
Před premiérou Bombshell řekne Jimmy Karen o své minulosti a že byl jako dítě zneužíván. Po smrti své matky ho jeho bratr Adam přivedl do prostředí ulice a prodeje drog a řekne o sobě, že nebyl ta správná osoba. Kyle ho z toho zachránil a je tak jeho pravým bratrem a Adam pro něj nic neznamená, Na after-party se Jimmy uvidí s Adamem a Anou a chce se s ním poprat, ale Karen ho žádá, aby se ovládal. Kyle získá odvahu a jde Adamovi říct, aby odešel a strčí do něj. Jimmy přiběhne a udeří Adama, který začal Kyla mlátit. Eileen je od sebe odtrhává tím, že na ně vylije kyblík s ledem. Karen řekne Jimmymu, že není spokojená s tím, jak zvládl situaci a řekne mu, že se s ním rozchází, protože nejeví žádné známky toho, že by chtěl být lepším člověkem.
Na after-party také jde Karen na dámské toalety a narazí zde na Ivy. Karen ji řekla, že žárlila, když Ivy získala roli a poradila si s ní skvěle. Ty dvě se usmíří. Později na večírku Ivy děkuje různým lidem a poděkuje i Karen a žádá ji, aby si s ní zazpívala píseň „That's Life", kterou ohromí všechny účastníky večírku. Poté Ivy zjistí, že Derek Wills (Jack Davenport) požádal před několika týdny Karen, jestli by s ním nechodila a ona ho odmítla. Ivy je trochu uražená, protože díky tomu se ona začala s Derekem znovu scházet. Ivy odmítá Derekovu nabídku strávit s ním noc, aniž by mu řekla proč.
Recenze na muzikál jsou velmi pozitivní, ačkoliv producentka Eileen Rand (Anjelica Huston) není příliš spokojená s recenzí od The New York Times a řekne jejich editorovi Richardovi Francisovi (Jamey Sheridan), že už ho nechce nikdy vidět. Její publicistka Agnes (Daphne Rubin-Vega) si myslí, že by propagační kampaň měla být opatrnější, vzhledem k recenzi od Times, ale Eileen se rozhodne zdvojnásobit rozpočet.
Derek narazí na Daisy Parker (Mara Davi), která ho v minulosti obžalovala ze sexuálního harašení. Daisy se mu omlouvá a řekne mu, že to byla jenom součást toho, jak chtěla pomoci své kariéře. Derek se jí zeptá, co má v plánu dělat teď a odcházejí společně.
Julia a Scott Nichols (Jesse L. Martin) spolu po večírku odjíždějí taxíkem a poté, co mu Julia řekne o jejích a Tomových problémech, tak Scott navrhne, že by Gatsbyho mohla napsat pouze jako divadelní hru, on by ji uváděl ve svém divadle a políbí ji.
Tom pije osamělý v restauraci a Kyle na něj narazí. Trochu si povídají a Tom se ho zeptá, jestli s ním chce odejít. Kyle váhá a řekne, že by měl jít zkontrolovat Jimmyho, nakonec však přijímá Tomovu nabídku a odcházejí společně.

## Seznam písní
- „Don't Forget Me“
- „That's Life“